# Psychotria flaviventer
Psychotria flaviventer är en måreväxtart som beskrevs av Herbert Fuller Wernham. Psychotria flaviventer ingår i släktet Psychotria och familjen måreväxter. Inga underarter finns listade i Catalogue of Life.